# Rhodobius lagoi
Rhodobius lagoi är en mångfotingart som beskrevs av Filippo Silvestri 1933. Rhodobius lagoi ingår i släktet Rhodobius och familjen fåögonkrypare.
Artens utbredningsområde är Grekland. Inga underarter finns listade i Catalogue of Life.